# Halloween H20: 20 Years Later
Halloween: H20 (of Halloween H20: 20 Years Later) is een Amerikaanse horrorfilm uit 1998 en is de zevende film in de Halloween serie, bedacht door John Carpenter (hoewel Carpenter niet betrokken was bij de productie van H20).

## Verhaal
In deze horrorfilm is de terugkeer te zien van het karakter van Curtis uit de eerste twee Halloween films, Laurie Strode. Hoewel zij ergens voor de vierde film om het leven gebracht leek te zijn, blijkt ze toch te leven en keert zij nu terug onder de schuilnaam "Keri Tate." Net als Laurie, leeft Keri Tate een schijnbaar idyllisch leventje, compleet met vriend en carrière als schoolhoofd van een privéschool. Haar leven wordt opnieuw overhoop gegooid als haar broer, seriemoordenaar Michael Myers, haar opspoort en begint haar collega's en leerlingen te vermoorden...

## Rolverdeling
| Acteur               | Personage                  |
| -------------------- | -------------------------- |
| Jamie Lee Curtis     | Laurie Strode/Keri Tate    |
| Josh Hartnett        | John Tate                  |
| Michelle Williams    | Molly Cartwell             |
| LL Cool J            | Ronald 'Ronny' Jones       |
| Jodi Lyn O'Keefe     | Sarah Wainthrope           |
| Adam Hann-Byrd       | Charles 'Charlie' Deveraux |
| Joseph Gordon-Levitt | Jimmy Howell               |
| Adam Arkin           | Will Brennan               |
| Janet Leigh          | Norma Watson               |
| Chris Durand         | Michael Myers              |

## Ontvangst
H20: 20 Years Later werd uitgebracht op 5 augustus 1998 en werd door het publiek gemengd ontvangen. Op Rotten Tomatoes heeft de film een score van 52% op basis van 61 beoordelingen. Metacritic komt op een score van 52/100, gebaseerd op 20 beoordelingen. In 2002 werd een vervolgfilm uitgebracht onder de naam Halloween: Resurrection.

## Trivia
- Regisseur Steve Miner heeft een niet genoemde cameo als de financieel adviseur voor de school.
- De moeder van Jamie Lee Curtis, Janet Leigh, heeft ook een rol in de film als Norma, secretaresse van het karakter van Curtis. De naam "Norma" is een referentie naar de naam van de moederfiguur in Psycho, waarin Leigh, als Marion Crane, slachtoffer werd van de moorddadige Norman Bates.